# Świderki
Świderki – wieś w Polsce położona w województwie lubelskim, w powiecie łukowskim, w gminie Wojcieszków. Obok miejscowości przepływa Bystrzyca, niewielka rzeka dorzecza Wisły.
W latach 1975–1998 miejscowość administracyjnie należała do województwa siedleckiego.
Wieś stanowi sołectwo w gminie Wojcieszków. Według Narodowego Spisu Powszechnego z roku 2011 wieś liczyła 562 mieszkańców.
Wierni Kościoła rzymskokatolickiego należą do parafii św. Zofii w Zofiborze.